# 채진목
채진목(采振木, 문화어: 독요나무)은 장미과에 딸린 나무이다. 중국, 일본, 한국에 분포한다. 한국에서는 제주도에서만 자생한다.

## 이름
일본에서 장군의 지휘봉 끝에 달린 수술을 ‘채배’라고 하는데, 이 나무를 채배 같은 나무란 뜻을 가진 ‘ザイフリボク(采振木)’라고 부른다. 대한민국에서 이 한자 이름을 그대로 받아들여 한국 한자 발음대로 불러 채진목이 되었다. 북한에서는 ‘독요나무’라 부른다.

## 사진

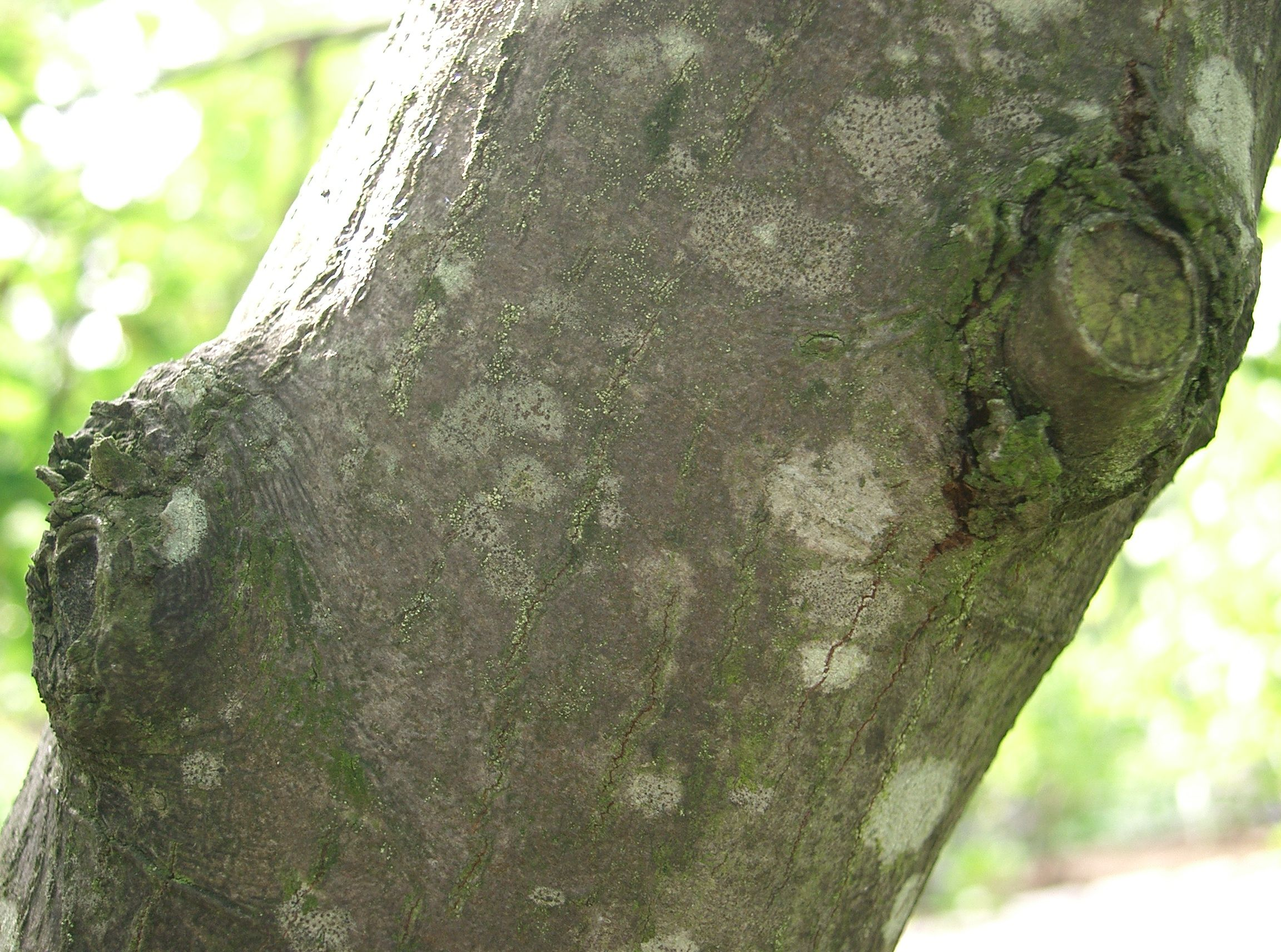
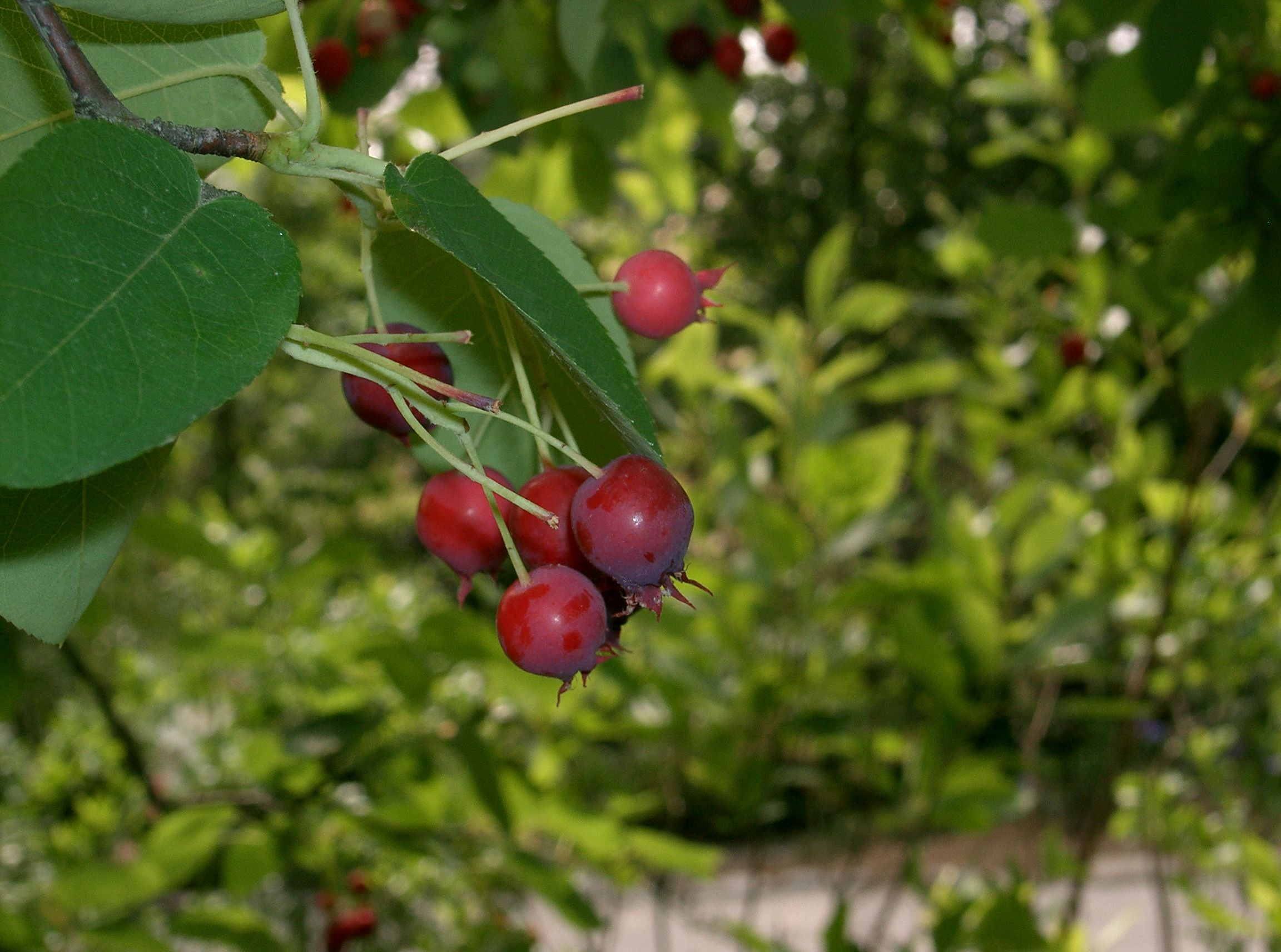
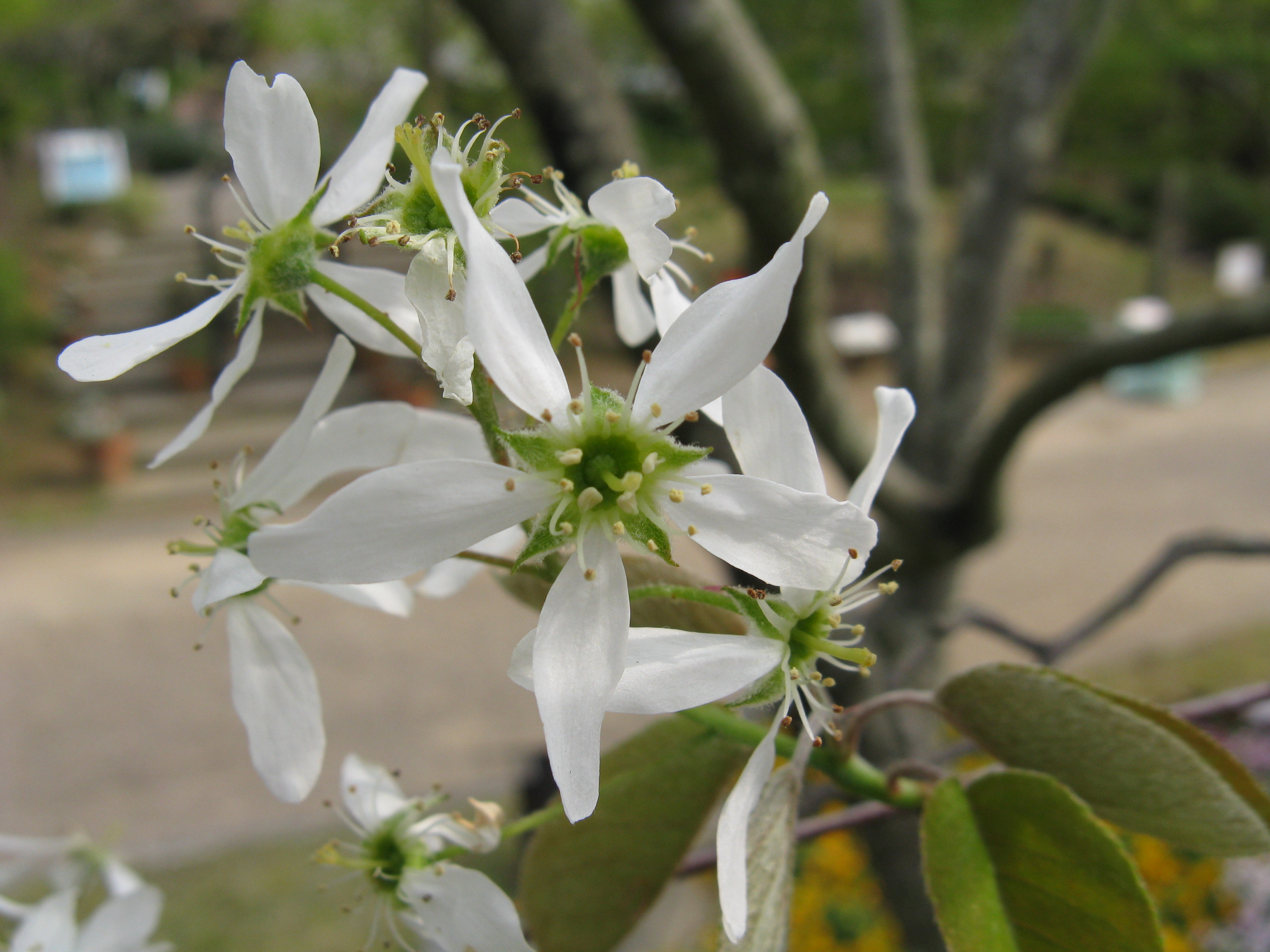